# George Stephenson
George Stephenson (Wylam, 9 giugno 1781 – Chesterfield, 12 agosto 1848) è stato un ingegnere britannico, noto soprattutto per aver progettato una famosa e storicamente importante locomotiva a vapore chiamata Rocket, assieme al figlio Robert, anch'egli ingegnere in campo civile.

## Biografia

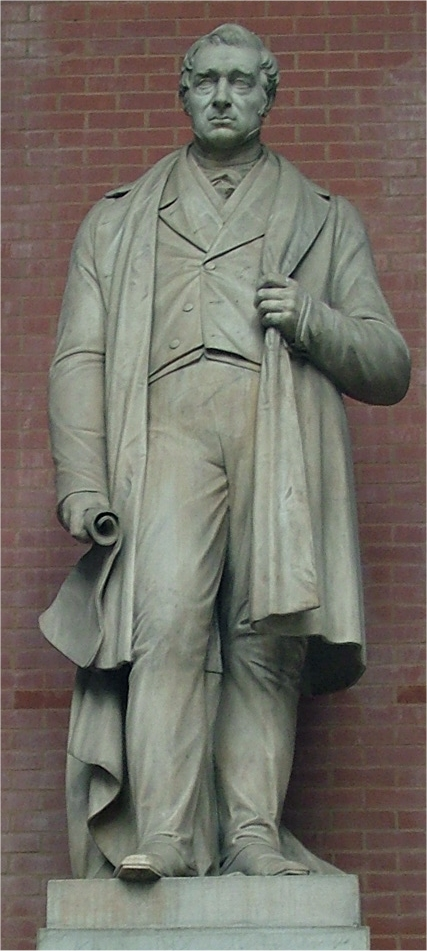
Statua di George Stephenson al National Railway Museum di York

Nato a Wylam, nel Northumberland, il 9 giugno 1781, George Stephenson convisse dalla nascita con luoghi che influenzarono, proprio in quegli anni, il fragoroso scoppio della Rivoluzione industriale, che interessò inizialmente solo l'area inglese e successivamente anche altri stati, come la Francia, che cominciarono l'ascesa industriale. Per poter assistere a una vera "industrializzazione", bisognerà però aspettare la Seconda rivoluzione industriale, iniziata negli anni 1850, con l'apertura delle miniere di carbone e la posa dei primi binari.
Tra Wylam e Newcastle upon Tyne vi era dal 1748 un binario per un treno a trazione animale, un normale vagone trainato da cavalli, semplicemente montato su due linee di metallo. Figlio di un pompiere di stanza in una miniera di carbone, Stephenson mostrò da subito il suo interesse per la meccanica e, dopo un primo impiego come mandriano, nel 1802 riuscì a farsi assumere nella società mineraria dove lavorava il padre come manutentore delle gallerie e dei macchinari per l'estrazione minerale; questo sarà il suo impiego per circa 10 anni.
Sposò nello stesso anno Frances Henderson, che, però, a causa della sua salute cagionevole morirà pochi anni più tardi, dando alla luce il loro unico figlio, Robert.
In questo periodo approfondì la sua conoscenza dei motori a vapore, che lo portò a cominciare, nel 1812, a costruirli. Spesso, quasi ogni settimana, portava a casa dei motori e li smontava per comprendere come fossero costruiti: molte delle sue innovazioni potrebbero derivare direttamente da questa scuola in cui, indirettamente, gli impartivano lezioni di meccanica Thomas Newcomen e James Watt, tra i più importanti ingegneri dell'epoca.

## Il padre delle ferrovie
Stephenson progettò la sua prima locomotiva nel 1814, un motore semovente destinato al trasporto del carbone in una miniera. Soprannominata Blücher, poteva rimorchiare 30 tonnellate di materiale in un solo carico, e fu la prima locomotiva con un sistema di adesione alle rotaie facilitato da ruote flangiate veramente funzionante: questo sistema serviva a non far perdere contatto alle ruote stesse sulle rotaie e la trazione dipendeva proprio dal contatto stesso.
Nei seguenti 5 anni, costruì altre 16 locomotive.
La sua locomotiva fu il primo esempio di questa tecnologia e George è giustamente riconosciuto come padre delle ferrovie a vapore britanniche. Per il periodo vittoriano, fu un grande esempio di applicazione diligente e di desiderio di miglioramento (in tempi più moderni, lo si definirebbe autodidatta). Lo scartamento ferroviario da lui utilizzato, con la misura di 1435 mm, in origine definito appunto "scartamento Stephenson", divenne in seguito lo standard per la maggior parte delle ferrovie mondiali.
Avendo lavorato nelle miniere di carbone, era molto cosciente dell'alto numero di incidenti causati dai gas e così la sua ingegnosità trovava anche altri sbocchi; nel 1815 sviluppò un progetto, che rimase comunque controverso nell'attribuzione, di una lampada di sicurezza per minatori, chiamata Geordie lamp dal nome del suo inventore.
Al crescere della sua fama, Stephenson venne assunto per la progettazione di una linea ferroviaria di circa 13 km: nell'applicazione finale, la locomotiva veniva utilizzata come forza motrice solo nei tratti pianeggianti o in salita, mentre per i tratti in discesa si sfruttava l'inerzia. Fu un grande passo per la tecnica ferroviaria, in quanto fu il primo percorso in cui non venisse utilizzata in nessun modo la trazione animale.
Nel 1821 si cominciò a progettare la ferrovia tra Stockton e Darlington : il progetto originario era quello di utilizzare dei cavalli per trainare i carrelli contenenti il carbone, poggiandoli o facendoli scorrere su binari in metallo, ma, dopo un incontro con Stephenson, il direttore della compagnia Edward Pease decise di modificarlo. I lavori presero il via nel '22 e, a settembre del '25, Stephenson aveva completato la prima locomotiva per la nuova linea ferroviaria; inizialmente battezzata Active, il nome definitivo fu Locomotion. Il giorno dell'inaugurazione (il 27 settembre), la locomotiva percorse, con Stephenson stesso alla guida, 15 km con un carico di 80 tonnellate di carbone e farina all'eccezionale velocità di 39 km/h. Contrariamente a quanto potrebbe essere il pensiero comune, ma conformemente a quanto ci comunicano le immagini dell'epoca, i primi treni venivano spinti, e non trainati, dalle locomotive, e la Locomotion spingeva il primo servizio ferroviario che potremmo definire commerciale, di cui, cioè, fossero stati venduti i biglietti, anche se per posti in piedi su carri merci, con l'esclusione di alcuni notabili del tempo, che occupavano una primitiva carrozza passeggeri, l'Experiment.
Mentre elaborava questo progetto, Stephenson poté notare che anche una leggera salita rallentava notevolmente la velocità dei suoi motori e, similmente, un dolce declivio ne rendeva quasi inutili i freni. Ne concluse quindi che le vie ferrate dovevano venir costruite il più possibile in zone pianeggianti, e si accinse a elaborare due nuovi progetti con questa convinzione ben ferma. Ne uscirono la ferrovia tra Bolton e Leigh e la ferrovia tra Liverpool e Manchester, costruite su argini o in trincee o su viadotti in pietra per rendere più praticabile il percorso. Analisi non accurate del territorio per il tracciato originale di questa seconda tratta (causate tra l'altro anche da qualche proprietario terriero non favorevole) fecero sì che Stephenson non venisse favorevolmente accolto al Parlamento durante la votazione: la nuova proposta, con un nuovo tragitto, venne sottoposta a votazione e la superò in una sessione successiva. Ma il nuovo tragitto presentava un considerevole problema: l'attraversamento della torbiera di Chat Moss, apparentemente senza fondo. Un problema che il nostro ingegnere affrontò e superò con metodi inusuali, praticamente riuscendo a farvi galleggiare i binari.
Mentre la linea tra Liverpool e Manchester si avvicinava al completamento, nel 1829 i dirigenti della compagnia ferroviaria dovevano decidere chi sarebbe stato a costruire le locomotive; l'appalto venne deciso in un modo non precisamente convenzionale, nell'ottobre dello stesso anno, con una gara. Stephenson partecipò con la locomotiva Rocket e la sua vittoria impressionò talmente il pubblico da renderla la macchina più famosa nel mondo.
L'inaugurazione della linea, il 15 settembre 1830, fu un vero evento, con personalità del governo e dell'industria, tra cui il primo ministro dell'epoca, il duca di Wellington. Ma i festeggiamenti vennero funestati dal primo incidente ferroviario della storia, che ebbe come vittima un membro del Parlamento di Liverpool: nonostante questo, la ferrovia, la locomotiva e Stephenson stesso divennero via via più famosi, e sull'ingegnere piovvero offerte di lavoro da parte di numerose altre linee.
Però la sua visione conservatrice delle future possibilità delle locomotive e del trasporto ferroviario in sé aveva come risultato la tendenza dei suoi progetti ad essere favorevole a soluzioni ingegneristiche e a strade estremamente più costose di quanto i suoi successori ritenessero necessario: un esempio può essere la linea costiera occidentale, che, secondo Stephenson, avrebbe dovuto essere costruita al livello del mare, con un tragitto più lungo di quanto non prevedesse quella disegnata e pensata da Joseph Locke, che gli venne poi preferita.
Stephenson era quindi divenuto una presenza rassicurante, nel nuovissimo panorama ferroviario che si era creato, più che un consulente tecnico di spicco. Nei primi anni '40 realizzò un'espansione della linea North Midland Railway insieme al magnate George Hudson. Fu eletto presidente dell'Institution of Mechanical Engineers, al suo nascere nel 1847, quando si era semi-ritirato a supervisionare le sue proprietà minerarie nel Derbyshire: la costruzione dei tunnel per la North Midland Railway aveva infatti portato alla luce dei filoni inutilizzati di carbone, e lui vi aveva investito molto del suo denaro.
Con la vecchiaia che si poteva dire oramai assicurata, George Stephenson morì il 12 agosto 1848, a Chesterfield, in Inghilterra; il locale museo raccoglie memorabilie della sua esistenza, tra cui, piccola curiosità di una mente inventiva fino all'estremo, dei tubi di vetro piuttosto spesso in cui faceva crescere i cetrioli di modo che non si incurvassero.
Il figlio di George, Robert, seguì le orme o, per meglio dire, i binari del padre, divenendo anch'egli un importante ingegnere ferroviario, ma era già coinvolto nella creazione e negli studi di molti motori da lui creati, fin dalla Locomotion. Il già citato Joseph Locke, inizialmente apprendista, venne successivamente promosso capo ingegnere di alcuni progetti da George stimolati, come ad esempio la Grand Junction Railway.
Sono a lui dedicati, singolarmente o assieme al figlio, musei e scuole in svariati luoghi nel Regno Unito e  il 28 ottobre 2005, è stata inaugurata una statua in bronzo nella stazione di Chesterfield, a segnare il completamento dei lavori di ristrutturazione della stazione stessa, che è, per inciso, dominata dalla Tapton House, dov'egli trascorse gli ultimi 10 anni della sua vita.
George Stephenson è stato sepolto presso l'"Holy Trinity Churchyard" di Chesterfield, nel Derbyshire.